# 파비안 에른스트
파비안 에른스트(Fabian Ernst, 1979년 5월 30일 ~)는 독일의 전 축구 선수로, OSV 하노버에서 미드필더로 활약하다가 은퇴하였다. 그는 두가지 용도로 활용되는 선수인데, 하나는 상대를 저지하는 것이고, 다른 하나는 패스를 배급하여 공격의 시작점이 되는 것이다.

## 클럽 경력
그는 하노버 96에서 데뷔하였다. 1998년에서 2000년 사이 그는 푸스발-분데스리가의 함부르거 SV 선수로 활약하였는데, 이 기간 동안 그는 48경기에 출장하였으나, 득점은 기록하지 못하였다. 이 미드필더는 이후 SV 베르더 브레멘의 일원이 되었다. 이곳에서 그는 152경기에 출장하며 11골을 득점하였다. 그는 브레멘에서 FC 샬케로 터를 옮겨 3년 반을 보낸 뒤 2009년 2월 2일에 베식타시 JK의 일원이 되었다. 그의 베식타시 계약은 2012년까지 유효하다. 그는 베식타시 JK에서의 첫 시즌에 2골을 득점하였다. 시즌 종료 후, 그는 팬들로부터 "올해의 팀" 일원으로 선정되었다.
2010년 9월 16일, 에른스트는 불가리아의 PFC CSKA 소피아를 상대로 막판 결승골을 득점하며, 팀의 UEFA 유로파리그 조별리그 통과를 도왔다.

## 국가대표팀 경력
2002년, 그는 쿠웨이트전에서 국가대표팀 경기에 처음으로 출전하였다. 에른스트는 UEFA 유로 2004의 독일 스쿼드에 포함되었다. 2007년 말까지 그는 24경기 출전 1골을 기록하였다.
FC 샬케 04에서의 첫 시즌 후, 그는 2006년 FIFA 월드컵에 국가대표팀 일원으로 차출되지 못하였고, UEFA 유로 2008과 2010년 FIFA 월드컵에서도 마찬가지였다.

### 국가대표팀 득점 기록
| 골 | 날짜            | 경기장                        | 상대 | 점수 | 최종결과 | 대회     |
| -- | --------------- | ----------------------------- | ---- | ---- | -------- | -------- |
| 1. | 2004년 10월 9일 | 아자디 스타디움, 테헤란, 이란 | 이란 | 0–1  | 0–2      | 친선경기 |

## 수상
- 1998년 U18-준우승
- 2003–04 분데스리가 우승
- 2003–04 DFB-포칼 우승
- DFB-리가포칼 2005 우승
- 2008–09 튀르키예 쿠파스 우승
- 2008–09 쉬페르리그 우승
- 2010–11 튀르키예 쿠파스 우승

### 개인 수상
- 2008–09 올해의 팀 – 쉬페르리그